# José Manuel Uncio Lacasa
José Manuel Uncio Lacasa (València, 18 de desembre de 1962) és un polític valencià, diputat a les Corts Valencianes en la IV Legislatura.

## Biografia
Llicenciat en dret i analista financer, el 1991 va treballar com a assessor en l'ajuntament de València. Militant del Partido Popular, fou elegit diputat a les eleccions a les Corts Valencianes de 1995, però deixà poc després le'scó quan fou nomenat director de l'Institut Valencià de Finances pel nou conseller de finances José Luis Olivas Martínez. Va mantenir-se en el càrrec fins al 2004, d'on hagué de sortir perseguit per l'escàndol després de pagar amb la targeta Visa oficial joies, regals en llistes de noces, articles de luxe i despeses personals, per valor de 6.794 euros. La Fiscalia va investigar aquests pagaments, però va acabar arxivant el cas en febrer de 2006.
El 2004 passà al sector privat com a membre dels consells de direcció a València d'Acciona i Energías Renovables Mediterráness, una de les principals empreses a les quals s'adjudicà el Pla eòlic de la Generalitat Valenciana. També formaria part del Consell d'administració de Cartera de Participaciones Empresariales, la corporació de Bancaixa i la Caixa d'Estalvis del Mediterrani, de la que en fou vicepresident de la Comissió de Control.